# بیماری قلبی ناشی از فشار خون بالا
بیماری قلبی فشار خون بالا شامل تعدادی از عوارض فشار خون بالا است که بر قلب تأثیر می‌گذارد. در حالی که تعاریف متعددی از بیماری فشار خون بالا در ادبیات پزشکی وجود دارد، این اصطلاح بیشترین استفاده را در زمینه طبقه‌بندی بین‌المللی بیماری‌ها (ICD) دارد. این تعریف شامل نارسایی قلبی و سایر عوارض قلبی پرفشاری خون می‌شود که به عنوان رابطه علت و معلولی بین بیماری قلبی و فشار خون بالا ذکر شده باشد یا به صورت ضمنی در گواهی فوت بیان می‌شود. در سال ۲۰۱۳ بیماری قلبی ناشی از فشار خون بالا منجر به ۱٫۰۷ میلیون مرگ در مقایسه با ۶۳۰۰۰۰ مرگ در سال ۱۹۹۰ شده است.
بر اساس ICD-10، بیماری قلبی ناشی از فشار خون بالا (I11) و زیر مجموعه‌های آن: بیماری قلبی ناشی از فشار خون بالا با نارسایی قلبی (I11.0) و بدون نارسایی قلبی (I11.9) از بیماری‌های روماتیسمی مزمن قلبی (I05-I09)، سایر انواع بیماری قلبی (I30-I52) و بیماری‌های ایسکمیک قلبی (I20-I) متمایز می‌شود. با این حال، از آنجایی که فشار خون بالا یک عامل خطر برای تصلب شرایین و بیماری ایسکمیک قلب است، میزان مرگ و میر ناشی از بیماری قلبی ناشی از فشار خون بالا اندازه‌گیری ناقصی از بار بیماری ناشی از فشار خون بالا را ارائه می‌دهد.

## علائم و نشانه‌ها
علائم و نشانه‌های بیماری قلبی ناشی از فشار خون بالا به این بستگی دارد که آیا با نارسایی قلبی همراه است یا خیر. در غیاب نارسایی قلبی، فشار خون بالا، با یا بدون عارضه بزرگ شدن قلب (هیپرتروفی بطن چپ) معمولاً بدون علامت است.
علائم، نشانه‌ها و پیامدهای نارسایی احتقانی قلب می‌تواند شامل موارد زیر باشد:
- خستگی
- نبض نامنظم یا تپش قلب
- تورم پا و مچ پا
- افزایش وزن
- حالت تهوع
- تنگی نفس
- مشکل در خوابیدن درازکش در رختخواب (ارتوپنه)
- نفخ و درد شکم
- نیاز بیشتر به ادرار کردن در شب
- قلب بزرگ شده (کاردیومگالی)
- هیپرتروفی بطن چپ و بازسازی بطن چپ[۵]
- کاهش ذخیره جریان کرونر و ایسکمی خاموش میوکارد[۵]
- بیماری عروق کرونر قلب و آترواسکلروز تسریع شده[۵]
- نارسایی قلبی با کسر جهشی بطن چپ طبیعی (HFNEF),[۶] اغلب نارسایی قلبی دیاستولیک نامیده می‌شود[۵]
- فیبریلاسیون دهلیزی، سایر آریتمی‌های قلبی، یا مرگ ناگهانی قلبی[۵]

نارسایی قلبی می‌تواند به‌طور بی سر و صدا در طول زمان ایجاد شود یا بیماران می‌توانند به‌طور حاد با نارسایی حاد قلبی یا نارسایی حاد قلب جبران نشده و ادم ریوی به دلیل نارسایی ناگهانی عملکرد پمپاژ قلب تظاهر کنند. نارسایی ناگهانی می‌تواند به دلایل مختلفی از جمله ایسکمی میوکارد، افزایش قابل توجه فشار خون یا آریتمی‌های قلبی ایجاد شود.

## تشخیص
| دسته‌بندی  | فشار خون سیستولیک (میلی‌متر جیوه) | فشار خون دیاستولیک (میلی‌متر جیوه) |
| --------- | -------------------------------- | --------------------------------- |
| عادی      | < ۱۲۰                            | < ۸۰                              |
| بالا      | ۱۲۰–۱۲۹ و                        | <۸۰                               |
| مرحله I   | ۱۳۰–۱۳۹ یا                       | ۸۰–۸۹                             |
| مرحله دوم | حداقل ۱۴۰ یا                     | حداقل ۹۰                          |

### تشخیص افتراقی
سایر بیماری‌ها می‌توانند ویژگی‌های مشترکی با بیماری قبلی ناشی از فشار خون بالا داشته باشند و باید در تشخیص افتراقی در نظر گرفته شوند. به عنوان مثال:
- بیماری عروق کرونر یا بیماری‌های ایسکمیک قلب ناشی از تصلب شرایین
- کاردیومیوپاتی هیپرتروفیک
- هیپرتروفی بطن چپ در ورزشکاران
- نارسایی احتقانی قلب یا نارسایی قلبی با کسر جهشی طبیعی به دلایل دیگر
- فیبریلاسیون دهلیزی یا سایر اختلالات ریتم قلب به دلایل دیگر
- آپنه خواب

## پیشگیری
از آنجایی که هیچ علامتی در فشار خون بالا وجود ندارد، افراد می‌توانند بدون اینکه بدانند این بیماری را داشته باشند. تشخیص زودهنگام فشار خون بالا می‌تواند به پیشگیری از بیماری قلبی، سکته مغزی، مشکلات چشمی و بیماری مزمن کلیوی کمک کند.
خطر بیماری قلبی عروقی و مرگ را می‌توان با اصلاح شیوه زندگی کاهش داد، از جمله توصیه‌های غذایی، ترویج کاهش وزن و ورزش منظم هوازی، تعدیل مصرف الکل و ترک سیگار. همچنین ممکن است برای کنترل فشار خون بالا و کاهش خطر بیماری قلبی عروقی، مدیریت نارسایی قلبی، یا کنترل آریتمی‌های قلبی، به درمان دارویی نیز نیاز باشد. بیماران مبتلا به بیماری فشار خون قلبی باید از مصرف داروهای ضدالتهابی غیراستروئیدی (NSAIDs) یا سرکوب کننده‌های سرفه و ضد احتقان‌های حاوی سمپاتومیمتیک‌ها خودداری کنند، مگر اینکه پزشک آنها به نحو دیگری توصیه کند زیرا این داروها می‌توانند فشار خون بالا و نارسایی قلبی را تشدید کنند.

### اهداف فشار خون
طبق JNC 7، اهداف فشار خون باید به شرح زیر باشد:
- کمتر از ۱۴۰/۹۰ میلی‌متر جیوه در بیماران مبتلا به فشار خون بدون عارضه
- کمتر از ۱۳۰/۸۵ میلی‌متر جیوه در بیماران دیابتی و مبتلایان به بیماری کلیوی با پروتئینوری کمتر از ۱ گرم در ۲۴ ساعت
- کمتر از ۱۲۵/۷۵ میلی‌متر جیوه در بیماران مبتلا به بیماری کلیوی و بیش از ۱ گرم پروتئینوری در ۲۴ ساعت

## درمان
مراقبت‌های پزشکی بیماران مبتلا به بیماری فشار خون بالا در ۲ دسته قرار می‌گیرد
- درمان فشار خون بالا
- پیشگیری (و در صورت وجود، درمان) نارسایی قلبی یا سایر بیماری‌های قلبی-عروقی

## اپیدمیولوژی

مرگ و میر ناشی از بحران فشار خون به ازای هر میلیون نفر در سال ۲۰۱۲

سال زندگی تعدیل شده با ناتوانی برای بیماری قلبی ناشی از فشار خون بالا در هر 100000 نفر در سال 2004.
no data
less than 110
۱۱۰–۲۲۰
۲۲۰–۳۳۰
۳۳۰–۴۴۰
۴۴۰–۵۵۰
۵۵۰–۶۶۰
۶۶۰–۷۷۰
۷۷۰–۸۸۰
۸۸۰–۹۹۰
۹۹۰–۱۱۰۰
۱۱۰۰–۱۶۰۰
بیشتر از ۱۶۰۰

فشار خون بالا حداقل ۲۶٫۴ درصد از جمعیت جهان را تحت تأثیر قرار می‌دهد. بیماری قلبی ناشی از فشار خون بالا تنها یکی از چندین بیماری است که به فشار خون بالا نسبت داده می‌شود. سایر بیماری‌های ناشی از فشار خون بالا عبارتند از بیماری ایسکمیک قلب، سرطان، سکته مغزی، بیماری شریانی محیطی، آنوریسم و بیماری کلیوی. فشار خون بالا خطر نارسایی قلبی را دو یا سه برابر افزایش می‌دهد و احتمالاً حدود ۲۵٪ از تمام موارد نارسایی قلبی را تشکیل می‌دهد. علاوه بر این، فشار خون بالا در ۹۰ درصد موارد مقدم بر نارسایی قلبی است و بیشتر نارسایی قلبی در افراد مسن ممکن است به فشار خون بالا نسبت داده شود. تخمین زده شد که بیماری قلبی ناشی از فشار خون بالا مسئول ۱٫۰ میلیون مرگ در سراسر جهان در سال ۲۰۰۴ (یا تقریباً ۱٫۷٪ از کل مرگ و میرها در سطح جهان) بوده و در رتبه سیزدهم علل اصلی مرگ و میر جهانی برای همه سنین قرار دارد. نقشه جهانی تخمینی سال‌های زندگی تعدیل شده با ناتوانی را به ازای هر ۱۰۰۰۰۰ نفر از دست رفته به دلیل بیماری فشار خون قلبی در سال ۲۰۰۴ نشان می‌دهد.

### تفاوت‌های جنسیتی
زنان بیش از مردان مبتلا به فشار خون هستند، و اگرچه مردان زودتر به فشار خون بالا مبتلا می‌شوند فشار خون بالا در زنان کمتر کنترل می‌شود. پیامدهای فشار خون بالا در زنان یک مشکل عمده بهداشت عمومی است و فشار خون بالا عامل مهم‌تری در حملات قلبی در زنان نسبت به مردان است. تا همین اواخر، زنان در کارآزمایی‌های بالینی در مورد فشار خون و نارسایی قلبی کمتر حضور داشتند. با این وجود، شواهدی وجود دارد مبنی بر اینکه اثربخشی داروهای ضد فشار خون بین مردان و زنان متفاوت است و اینکه درمان نارسایی قلبی ممکن است در زنان کمتر مؤثر باشد.

### تفاوت‌های قومیتی
مطالعات در ایالات متحده نشان می‌دهد که تعداد نامتناسبی از آفریقایی-آمریکایی‌ها در مقایسه با سفیدپوستان غیر اسپانیایی و آمریکایی‌های مکزیکی فشار خون بالا دارند و بار بیشتری از بیماری‌های قلبی ناشی از فشار خون بالا دارند. نارسایی قلبی در افراد با قومیت آفریقایی آمریکایی شایع تر است، مرگ و میر ناشی از نارسایی قلبی نیز به‌طور مداوم بیشتر از بیماران سفیدپوست است و در سنین پایین‌تر ایجاد می‌شود. داده‌های اخیر نشان می‌دهد که نرخ فشار خون بالا در آمریکایی‌های آفریقایی‌تبار نسبت به سایر گروه‌های قومی با سرعت بیشتری در حال افزایش است. افزایش بیش از حد فشار خون بالا و عواقب آن در آمریکایی‌های آفریقایی‌تبار به احتمال زیاد باعث کاهش طول عمر آنها در مقایسه با آمریکایی‌های سفیدپوست می‌شود.